# Cat-Nunatak
Der Cat-Nunatak ist ein Nunatak im ostantarktischen Viktorialand. Er ragt aus den Eismassen des südlichen Teils des Wilson-Piedmont-Gletschers auf halbem Weg zwischen dem Vince-Nunatak und dem Hogback Hill auf.
Das New Zealand Geographic Board benannte ihn 1994 in Erinnerung an die Katzen an Bord der Schiffe Morning und Terra-Nova bei der Discovery-Expedition (1901–1904) bzw. bei der Terra-Nova-Expedition (1910–1913), beiderseits unter der Leitung des britischen Polarforschers Robert Falcon Scott.